# コンディション・グリーン
コンディション・グリーンは、1971年に結成された沖縄県出身のハードロックバンドである。

## キャリア
「コンディション・グリーン」とは米軍用語で、「5段階に区分された警戒レベルの下から2番目（デフコン4）」を指す通称。具体的には軍関係者の基地外への外出や繁華街への立ち入りなどが禁止される。日本復帰前の沖縄では治安や綱紀、米軍に対する市民感情などが悪化した場合にしばしば発令されていた。
復帰後は台風接近時などに使われる事が多い。
沖縄のロックバンドとしては、紫、コンディション・グリーンが音楽雑誌の人気投票で上位に入るほど有名だったが、他にキャナピス、コトブキなどのバンドも活動していた。彼らはライヴでは、サザンロック、ブルースオリジナル曲などを演奏した。また、メンバーが「人間タワー」を作っての演奏や、ステージ上で鶏や蛇を殺すなどの過激なパフォーマンスで、ベトナム戦争に赴く米兵達を驚かせた。中野サンプラザホールにて日本本土デビューを行い、77年にファーストアルバムを発表した。1979年には宮永英一がドラマーとして加入した。同年、アメリカのディズニーランドでのライヴも成功させたが、アルバムリリース後に解散。1983年に一時的再結成をし、ライヴ・アルバム（2018年のイベントにてLPとして再発）をリリース。
また、メンバーのエディー、かっちゃんは、高嶺剛監督の映画『パラダイスビュー』『ウンタマギルー』や、TV特撮シリーズ『琉神マブヤー』に出演もしている。
バンド解散後、かっちゃんはソロとして沖縄県内を中心に活動。ピースフルラブ・ロックフェスティバルに30年連続出演した。解散後はバー「Jack Nasty's」を30年に渡り沖縄市で経営。2014年には、BEGINの比嘉栄昇プロデュースでソロアルバムをリリースした。
ベース担当のエディーは、1980年代に潜水事故で死去している。
さらに、アルバムについては、メンバーが著作権等に無頓着だったが為にバンドのあずかり知らぬ所で勝手に復刻されたり、欧州で海賊版が出たりしたため、2018年に正式ライセンスの元でCD復刻された。

## メンバー

### 結成メンバー
- かっちゃん (川満勝弘)（ヴォーカル）
- エディー（ベース）
- シンキ (神鬼)（ギター）
- ターケ（ドラム）

### 第二次メンバー（2ndアルバムのメンバー）
- かっちゃん (川満勝弘)（ヴォーカル）
- エディー（ベース）
- シンキ (神鬼)（ギター）
- エツ（ドラム）
- 宮永英一（チビ、紫　ヘビーメタル・アーミー　ZODIAC）（ドラム）

## ディスコグラフィ
- 『LIFE OF CHANGE』（1977年）
- 『MIXED-UP』 （1979年）

（2枚とも2018年6月にリマスタリングの上、ボーナス・トラック付き再発。)